# Thüngersheim
Thüngersheim település Németországban, azon belül Bajorországban. Lakosainak száma 2716 fő (2023. december 31.). Thüngersheim Zellingen, Retzstadt, Güntersleben, Veitshöchheim, Margetshöchheim és Erlabrunn községekkel határos.

## Népesség
A település népessége az elmúlt években az alábbi módon változott:
| Lakosok száma | 1429 | 2345 | 2515 | 2453 | 2637 | 2657 | 2701 | 2680 | 2743 | 2716 |
|               | 1875 | 1950 | 1975 | 1987 | 2012 | 2014 | 2016 | 2017 | 2021 | 2023 |